# 1631 au théâtre
| Années du théâtre : 1628 - 1629 - 1630 - 1631 - 1632 - 1633 - 1634    |
| Décennies du théâtre : 1600 - 1610 - 1620 - 1630 - 1640 - 1650 - 1660 |

## Pièces de théâtre publiées
- 18 septembre : achevé d'imprimer de Ligdamon et Lidias ou La Ressemblance, tragi-comédie de Georges de Scudéry publiée à Paris chez François Targa[1].
- Las Mocedades del Cid (Les Enfances du Cid) de Guillén de Castro  qui aurait inspiré Corneille pour Le Cid.
- Lope de Vega, El castigo sin venganza, comédie.
- André Mareschal, La Généreuse Allemande ou le Triomphe d’Amour, tragi-comédie, Paris, Pierre Rocolet En ligne sur Gallica.
- Jean de Rotrou,  L'hypocondrique ou Le Mort amoureux. Tragi-comédie, Paris, Toussaint et du Bray.

## Pièces de théâtre représentées
- hiver 1631-1632 : Clitandre ou L'innocence persécutée, tragi-comédie de Pierre Corneille, théâtre de l'Hôtel de Bourgogne, Paris.
- Les Occasions perdues, tragi-comédie de Jean de Rotrou, Paris.
- The Emperor of the East, tragi-comédie de Philip Massinger par la troupe des King's Men, Londres.
- Reinaert de Vos, of der Dieren oordeel,, pièce de Joan Ijsermans inspirée par le roman de Renart, est jouée à Anvers[2].

## Naissances
- 19 août : John Dryden, poète et dramaturge anglais, mort le 12 mai 1700.
- octobre : Andries Pels, poète et dramaturge néerlandais, mort en juillet 1681.

## Décès
- 28 juillet : Guillén de Castro, auteur dramatique espagnol, né en 1569.
- 23 décembre : Michael Drayton, poète et auteur de théâtre anglais, né en 1563.
- Date précise inconnue :
  - Pichou, auteur dramatique français, né vers 1596 / 1597.